# Rupert Wyatt
Rupert Wyatt (Exeter; 26 de octubre de 1972) es un director, guionista y productor de cine británico.

## Bíografía
Wyatt estudió en el Winchester College. Escribió y dirigió The Escapist (2008), con Brian Cox y Damian Lewis. En marzo de 2010 fue seleccionado para dirigir Rise of the Planet of the Apes, con James Franco, la  cual se estrenó el 5 de agosto de 2011.

## Filmografía

### Cine
| Año  | Título                         | Director | Productor | Escritor | Crítica |
| ---- | ------------------------------ | -------- | --------- | -------- | ------- |
| 2008 | The Escapist                   | Sí       | No        | No       | 67%     |
| 2011 | Rise of the Planet of the Apes | Sí       | No        | No       | 81%     |
| 2014 | The Gambler                    | Sí       | No        | No       | 46%     |
| 2019 | Captive State                  | Sí       | Sí        | Sí       |         |

### Televisión
| Año  | Título       | Director | Notas      |
| ---- | ------------ | -------- | ---------- |
| 2016 | The Exorcist | Sí       | 1 episodio |